# Auce (novads)
Auce (łot.: Auces novads) – jeden z łotewskich novadsów, funkcjonujący w latach 2009–2021.

## Historia
Novads powstało na terenach należących przed 2009 do rejonu Dobele.
W skład novadsu wchodziło miasto Auce oraz sześć pagastsów: Bēne, Īle, Lielauce, Ukri, Vecauce i Vītiņi. Jego stolicą zostało miasto Auce.
Zlikwidowany w ramach reformy administracyjnej 30 czerwca 2021. Wszedł w całości w skład nowego novadsu Dobele.